# Hemmets Journal
Hemmets Journal är en svensk veckotidning som började ges ut 1921 och som grundades av Claës Björckander. Tidningen var en svensk version av den danska succétidningen Hjemmet som hade börjat ges ut 1904. År 1987 införlivades konkurrenten Saxons Veckotidning, som därmed upphörde som egen publikation.
Bakom Hjemmet stod bokförlaget Gutenberghus (nuvarande mediekoncernen Egmont) med säte i Köpenhamn. Den svenska tidningen gavs ut på det svenska dotterbolaget Hemmets Journals förlag. Idag går förlaget som ger ut Hemmets Journal under namnet Egmont Publishing AB.

## Chefredaktörer
- Claës Björckander (1921-?)
- N Hugo Nilsén
- Lennart Svenander
- Sven Sörmark 1971-1974